# شاونبورگ
شاونبورگ (به آلمانی: Schauenburg) یک شهر در آلمان است که در کسل واقع شده‌است. شاونبورگ ۱۰٬۳۲۵ نفر جمعیت دارد.